# 朱謀垔
朱謀垔（1584年—1628年），字隱之，號八桂，又號厭原山人，江西新建人，祖籍直隸鳳陽（今安徽），明朝宗室、奉國將軍、書法家，作家。

## 生平
寧獻王朱權七世孫，樂安靖莊王朱宸湔曾孫，鎮國將軍朱拱榮孫，輔國將軍朱多𤒩第八子 。擅長書法。仿陶宗儀《書史會要》體例，著有《畫史會要》五卷，多採劉璋《皇明書畫史》之說。另著有《續書史會要》、《書史》、《畫史》、《鐘鼎考文》等。

## 家庭
元配尹氏，側室李氏。有子朱統鏵、朱統鉷、朱統鈨、朱統鉹、朱統鈁等五人 。八大山人朱統𨨗是其族侄。